# La Laguna y Monte del Castillo
La Laguna y Monte del Castillo är en ort i Mexiko.   Den ligger i kommunen Medellín och delstaten Veracruz, i den sydöstra delen av landet, 300 km öster om huvudstaden Mexico City. La Laguna y Monte del Castillo ligger 14 meter över havet och antalet invånare är 1 920.
Terrängen runt La Laguna y Monte del Castillo är platt, och sluttar norrut. Runt La Laguna y Monte del Castillo är det ganska tätbefolkat, med 58 invånare per kvadratkilometer. Närmaste större samhälle är Antón Lizardo, 12,3 km nordost om La Laguna y Monte del Castillo. Omgivningarna runt La Laguna y Monte del Castillo är en mosaik av jordbruksmark och naturlig växtlighet.